# Markus Carr
Markus Carr (ur. 20 lipca 1979 roku) – amerykański koszykarz. Były zawodnik Górnika Wałbrzych. Obecnie prawdopodobnie rozpocznie grę w Słowenii. Ma 185 cm wzrostu.